# Michauxia campanuloides
Espèce
Classification phylogénétique
Michauxia campanuloides, ou michauxie fausse campanule, est une plante vivace ou bisannuelle du genre Michauxia (dont c'est l'espèce type) appartenant à la famille des Campanulaceae que l'on trouve au Proche-Orient. Elle fleurit de juillet à août dans les zones méditerranéennes occidentales et en mai-juin dans son environnement d'origine.

## Description
Michauxia campanuloides est une herbacée imposante, mais hapaxanthe (ou monocarpique) qui atteint de 1 à 1,5 m en moyenne (rarement 2 m) ressemblant à une rave et formant de hautes tiges en forme de candélabre. Ses feuilles de rosette et ses feuilles de tige sont alternes, entières, imparipennées et duveteuses. La tige est épaisse, érigée, rugueuse et duveteuse. Ses boutons floraux hérissés de poils raides sont disposés tout au long de la tige. Ses fleurs sont disposées en une panicule abondamment florifère ou en grappes. La corolle des fleurs possède un diamètre d'environ 8 cm. Elle est composée presque depuis la base en huit ou dix pétales récurvés et penchés d'1 cm de longueur et de 25 mm à 40 mm de largeur. Les pétales sont blancs, parfois rosâtres à l'extérieur. Les sépales formant un calice possèdent un appendice. Les styles des pistils mesurent de 2 à 4 cm de longueur. Après la floraison, la plante meurt et se ressème.

## Distribution et habitat
Michauxia campanuloides se rencontre en Asie mineure (sud et centre de la Turquie), en Syrie occidentale, au Liban et en Galilée (mont Hermon) dans des zones rocheuses à une altitude comprise entre 10 et 1 700 mètres.
C'est une plante rare de culture, bien qu'elle soit cultivée en Europe, en serre ou en plein air, depuis sa découverte en 1782, en Syrie, près d'Alep, par le botaniste André Michaux. Elle a été décrite et dénommée en 1788 par L'Héritier de Brutelle, d'après les observations de Michaux et en hommage à son voyage en Perse (voir Bibliographie). Elle ne se plaît que dans les sols argileux secs ou très bien drainés et ensoleillés.